# تروریسم در اوگاندا
تروریسم در اوگاندا (انگلیسی: Terrorism in Uganda) عمدتاً در شمال این کشور اتفاق می‌افتد، جایی که ارتش مقاومت خدا، یک فرقه مذهبی ستیزه‌جویی که قصد سرنگونی دولت اوگاندا را دارد، از سال ۱۹۸۸ به روستاها حمله کرده و کودکان را مجبور کرده به زور به این سازمان بپیوندند. گروه ستیزه‌جوی الشباب نیز در پاسخ به حمایت اوگاندا از آمیسوم حملاتی را در این کشور انجام داده‌است.

## سال‌های دهه ۱۹۹۰
از سال ۱۹۹۷، جبهه دموکراتیک متحد، یک سازمان تروریستی مستقر در جمهوری دموکراتیک کنگو، به تاکسی‌ها و ساختمان‌های عمومی بمب پرتاب کرد. بیش از ۵۰ نفر کشته و بیش از ۱۶۰ نفر زخمی شدند. مظنونین در خانه‌های امن نگه داشته شدند. کمیسیون حقوق بشر اوگاندا و سایر سازمان‌های غیردولتی این پروسه را مورد انتقاد قرار دادند چرا که مظنونین قبل از این که متهم به جنایت شوند، بیش از ۴۸ ساعت در بازداشت نگه داشته شده بودند و مورد شکنجه قرار گرفته بودند.

## سال‌های دهه ۲۰۱۰
در ۱۱ ژوئیه ۲۰۱۰، چندین رشته عملیات بمبگذاری انتحاری در میان جمعیت انجام شد. این حملات زمانی صورت گرفت که جمعیت در دو نقطه در کامپالامشغول تماشا کردن بازی فینال جام جهانی فوتبال ۲۰۱۰ بودند. این حملات ۷۴ تن کشته و ۷۰ مجروح بر جای گذاشت. گروه ستیزه‌جویان الشباب به تلافی حمایت اوگاندا از AMISOM مسئولیت این حملات را به عهده گرفت.
در ۵ ژوئیه ۲۰۱۴، چندین نفر از افراد مسلح قبایل با قمه و نیزه به مناطق کاسسه، نتروکو و بوندیبوگیو حمله کرده و غیر نظامیان، افسران ارتش و پلیس را کشتند. این حادثه منجر به کشته شدن ۹۳ نفر و از بین رفتن اموال به ارزش میلیون‌ها شیلینگ شد.

## قانون مبارزه با تروریسم

### قانون ضد تروریسم ۲۰۰۲
قانون ضد تروریسم سال ۲۰۰۲، تروریسم، حمایت یا کمک به تروریسم را جرم بحساب آورده و آن را مستوجب مجازات اعدام می‌داند. این قانون، تروریسم را به صورت زیر تعریف می‌کند:
«استفاده از خشونت یا تهدید خشونت با هدف ارتقاء یا رسیدن به اهداف مذهبی، اقتصادی و فرهنگی یا اجتماعی که به نحوی غیرقانونی به پایان می‌رسد و شامل استفاده یا تهدید به استفاده از خشونت برای ترساندن یا هشدار عمومی است».
لیوینگستون سویوانانا، مدیر اجرایی بنیاد حقوق بشر می‌گوید که این قانون «با استانداردهای بین‌المللی، به ویژه آزادی بیان و انجمن، در تعارض است. بررسی عینی این قانون از دیدگاه حقوق بشر نشان می‌دهد که به‌طور بالقوه آزادی بیان و تجمع از جمله آزادی رسانه‌ها را نقض می‌کند.» وزیر کشور می‌تواند هر سازمانی را که دولت به عنوان تروریست تعیین کند، حل کند، اموال آن را مصادره کند و پس از آن کابینه موافقت می‌کند. علاوه بر این، وزیر می‌تواند افرادی را به عنوان «افسران مجاز» تعیین کند که آن‌ها «حق شنود ارتباطات یک شخص» را دارند.

## قانون تروریستی ۲۰۰۳
سرهنگ لئوپولد کیاندا، رئیس بخش اطلاعات نظامی دولت اوگاندا، و ژنرال آروندا نیاکایریما فرمانده نیروهای دفاع، به پرسش‌ها در مورد سیاست اوگاندا در مورد تروریسم در یک کنفرانس مطبوعاتی در ماه فوریه سال ۲۰۰۷ پاسخ دادند. سرهنگ کیاندا اذعان کرد که "در روند تلاش برای دستگیری تروریست‌ها شما با افرادی که بی گناه هستند برخورد می‌کنید. همانطور که همه شما به خوبی می‌دانید، یک تروریست هیچ مرزی ندارد؛ بنابراین، عملیات علیه یک تروریست پیچیده‌است. تروریست یونیفورم به تن ندارد؛ تروریست مرز مشخصی ندارد، اما در میان همه مردم است. " ژنرال نیاکایریما گفت که دولت خانه‌های امن برای نگه داشتن مظنونین تروریست ندارد.
کیاندا گفت که افراد بی گناه که به‌طور تصادفی دستگیرشده‌اند اغلب کسانی هستند که در زمان دستگیری با تروریست‌ها بوده‌اند.
«تروریسم پیچیده‌تر از جنایات عادی است که طی ۴۸ ساعت تعیین شده شما نمی‌توانید آنچه را که می‌خواهید دریافت کنید، بنابراین برخی از این افراد به‌طور موقت نگهداری می‌شوند و ما شروع به دریافت اطلاعات بیشتر خواهیم کرد که آیا آن‌ها بی گناه هستند یا خیر و سپس کار با پرونده‌ها ادامه می‌یابد؛ بنابراین این چیزی است که من می‌توانم در مورد مردم بی گناه بگویم که ما در حین عملیات تروریستی به‌طور تصادفی انتخاب می‌کنیم.»

## کنفرانس ضد تروریسم
وزیران دفاع اوگاندا آماما امبابازی، کنیا کیوثا کیباوانا و تانزانیا فیلمون سارونگی با دیگر مقامات نظامی در کامپالا، اوگاندا ۲۱–۲۳ نوامبر ۲۰۰۳ در یک کنفرانس مبارزه با تروریسم که توسط ایالات متحده حمایت می‌شد ملاقات کردند.
سرهنگ نوبل مایومبو رئیس اطلاعات نظامی اوگاندا در کامپالا به خبرنگاران گفت که تروریسم "یکی از مواردی است که در صدر دستور کار جلسه قرار دارد و این که چگونه منابع شرق آفریقا می‌تواند برای ایجاد امنیت بکار گرفته شود. در این جلسه آمادگی سه کشور به منظور بررسی چالش‌های دفاعی و افزایش اشتراک اطلاعات از جمله مسائل مربوط به آموزش ارزیابی خواهد شد. در مورد اوگاندا … ما همچنین اهدافی را داریم که باید از آن‌ها محافظت کنیم زیرا بعضی از کشورها در نزدیکی اوگاندا "مرکز پرورش تروریسم هستند".
نمایندگان دولت‌ها توافقنامه‌ای را برای ردیابی مظنونین به تروریسم در شرق آفریقا امضا کردند.

## متهم شدن شهروندان ایالات متحده به تروریسم

### پیتر والدرون
پلیس اوگاندا پیتر والدرون که یک مبلغ است را همراه با شش مظنون دیگر به اتهام «تروریسم» در تاریخ ۲۰ فوریه سال ۲۰۰۶ دستگیر کرد. پلیس می‌گوید که چهار AK-47s و ۱۸۰ گلوله در زیر تخت والدرون پیدا شده‌است. سه مظنون دیگر از جمهوری دموکراتیک کنگو و سه نفر از اوگاندا هستند. مارگارت توبولا، رئیس دادگستری می‌گوید والدرون، «بدون هیچ مجوز معتبر یا معقول قابل قبول» این سلاح‌ها را داشت. این دستگیری در مدت کوتاهی قبل از انتخابات ریاست جمهوری انجام شد و مظنونین برنامه‌ریزی کرده بودند تا یک حزب سیاسی مسیحی پیدا کنند.

### کریستوفر جان هودی
پلیس اوگاندا در تاریخ ۲۰ نوامبر ۲۰۰۶، کریستوفر جان هویدی را در گولو دستگیر کرد و در تاریخ ۲۱ نوامبر او را به «تروریسم» متهم کرد. پلیس می‌گوید که هودی سه اسلحه بدون مجوز داشت. هودی تا زمانی که دادگاه عالی پرونده اش را شنید در زندان کامپالا حبس بود.

## همکاری با مالزی
رئیس پلیس اوگاندا سرلشکر کایل کایی هورا، کنسول افتخاری نورایهان حاجی عدنان، دبیر دائمی وزارت امور خارجه جیمز موگومه و تان سری موسی حسن رئیس پلیس مالزی در ستاد پلیس بوکت امان، کوالالامپور در ۱۵ فوریه سال ۲۰۰۷، در مالزی ملاقات کردند. آن‌ها توافق کردند اطلاعات مربوط به مبارزه با تروریسم، قاچاق مواد مخدر، کنترل شورش و تفنگداران دریایی را ارائه دهند. دولت مالزی نیروهای پلیس اوگاندا برای نشست‌های دولت مشترک‌المنافع در نوامبر ۲۰۰۷ آموزش خواهد داد.